# 绍萨尔地区圣尼古拉
绍萨尔地区圣尼古拉是奥地利施蒂利亚州莱布尼茨县的一个市镇。总面积26.18平方公里，总人口2219人，人口密度84.8人/平方公里（2012年）。